# Lawrence Peaks
Die Lawrence Peaks sind eine Gebirgsgruppe im ostantarktischen Viktorialand. Sie ragen zwischen dem Seafarer-Gletscher und dem Kopfende des Mariner-Gletschers auf.
Die Nordgruppe einer von 1966 bis 1967 durchgeführten Kampagne im Rahmen der New Zealand Geological Survey Antarctic Expedition benannte sie nach John E. S. Lawrence, der diese Gruppe leitete.